# Есенице (Словения)
Е́сенице (словен. Jesenice, нем. Aßling) — город в северо-западной части Словении, близ границ с Италией и Австрией. Расположен на реке Сава Долинска, которая, сливаясь ниже города с Савой Бохиньской, образует Саву. Население города — 13 338 человек по данным переписи 2020 года, население всей общины Есенице — 21 620 человек.
Название «Есенице» происходит от слова ясень (словен. Jêsen). Однако название самого города происходит не от дерева, а от речки «Есенице» (молодые ясени, мн.ч.), на берегах которой возникло поселение, поэтому говорят «на Есеницах».

## География и транспорт
Есенице расположено в 70 километрах к северо-западу от столицы страны Любляны и в 10 километрах в северо-западу от Бледа. Приблизительно в 5 километрах к северу от города проходит австрийская граница, в 30 километрах к западу — итальянская. Город стоит на железнодорожной и автодорожной магистрали Любляна — Филлах. Ещё одна автодорога ведёт через Краньску-Гору в итальянский Тарвизио.
Город вытянут вдоль долины Савы Долинской, зажатой с севера горным массивом Караванке, с юга — Межакла, принадлежащих Юлийским Альпам.

## История

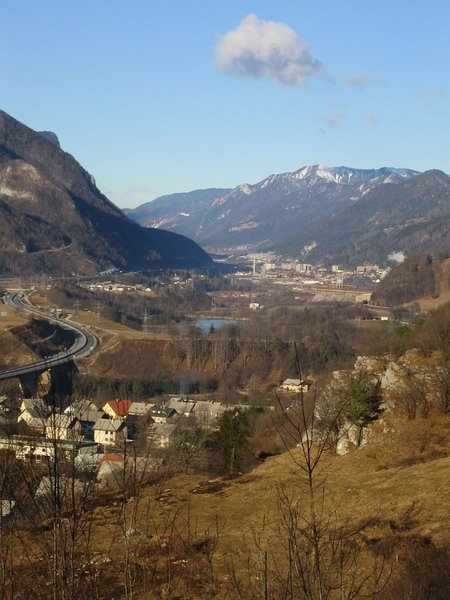
Есенице

Немецкое название города Асслинг впервые упомянуто в 1004 году в том же документе, где впервые упомянут и Блед. Начиная с XI века главными землевладельцами этих мест были герцоги Ортенбургские. Постепенно поселение росло, что было связано с развитием горнорудного дела. Первоначально посёлок шахтёров, добывающих железную руду, располагался на склоне массива Караванке, лишь в 1538 году поселение переместилось в долину Савы, где энергия быстрого течения реки использовалась для извлечения железа из руды. В XIII—XVI веках было основано множество небольших поселений вдоль долины Савы, преимущественно в местах, где были обнаружены залежи железной руды.
В XIX веке город стал одним из главных металлургических центров Австро-Венгрии. Промышленная революция способствовала быстрому росту города и окрестных поселений. В 1870 году здесь прошла железная дорога. В начале XX века был сооружен туннель под хребтом Караванке, что позволило связать Есенице и долину Савы Долиньской с Филлахом.
После окончания первой мировой войны, Есенице отошло к вновь созданному королевству сербов, хорватов и словенцев, впоследствии Югославии. В марте 1929 года все окружающие Есенице поселения указом югославского короля Александра I были присоединены к городу.
В апреле 1941 года город был оккупирован немецко-итальянскими войсками, развитая металлургическая и машиностроительная промышленность города переориентирована на нужды вермахта, 1 марта 1945 года город был подвергнут массированной бомбардировке со стороны авиации союзников.
После окончания войны промышленность города была восстановлена. Программа дальнейшей индустриализации превратила Есенице в центр чёрной металлургии Словении. В 70-х годах XX века в сталелитейной промышленности города было занято более 8 000 человек.
После распада Югославии экономика города пережила существенный кризис. Выросла безработица, многие жители покинули город. В начале XXI века кризис был преодолён как за счёт полной модернизации сталелитейного производства, так и за счёт развития других отраслей экономики. Металлургическая компания «Акрони», крупнейшее предприятие города, насчитывает в 2008 году около 1350 работников.

## Достопримечательности
- Музей истории стали.
- Старинные особняки «Руард» и «Кос».

## Образование и спорт
В Есенице располагаются две высшие школы — Металлургический образовательный центр и Высшая школа Есенице. Есенице считается хоккейным центром Словении и всей бывшей Югославии, хоккейная команда Акрони Есенице — многократный чемпион Югославии и Словении. С 2006 года выступает в Австрийской хоккейной лиге. Окрестности города предоставляют отличные возможности для занятия горным туризмом и маунтинбайком.

## Известные уроженцы и персоны
- Томас Лукман — немецкий социолог
- Анже Копитар — словенский хоккеист
- Роберт Кристан - словенский хоккеист
- Томаш Эртл – словенский государственный деятель.